# Garo Hovsepian
Pour les articles homonymes, voir Garo et Hovsepian.
Garo Hovsepian, né le 23 février 1938 à Marseille, est un enseignant et homme politique français, membre du Parti socialiste. Il est maire du VIIe secteur de Marseille de 1998 à 2014.

## Biographie
Professeur de mathématiques, Garo Hovsépian a enseigné au collège Les Bartavelles et au lycée Marcel-Pagnol à Marseille.
Conseiller municipal de Marseille à partir de 1983, il est élu maire du VIIe secteur en juillet 1998, après le décès d'Alain Decamps. Il est réélu maire de secteur en 2001 et en 2008 mais est battu lors des municipales de 2014 par le candidat du FN, Stéphane Ravier.
Il est également élu conseiller régional de Provence-Alpes-Côte d'Azur en mars 1998, sur la liste de Michel Vauzelle. Il est réélu en 2004 et 2010. Il est président de la commission lycées, patrimoine et investissements régionaux.
Garo Hovsepian est par ailleurs président de la Maison arménienne de la jeunesse et de la culture de Marseille,.